# Gruppo Spinelli
Il Gruppo Spinelli è un movimento politico europeo che riunisce una serie di personalità politiche ed intellettuali desiderose di impegnarsi per rilanciare il processo di integrazione europea.

## Storia
Il Gruppo è stato fondato il 15 settembre 2010 a Bruxelles nell'ambito del Parlamento europeo. È stato intitolato ad Altiero Spinelli, tra i padri fondatori dell'integrazione europea e tra i creatori dell'Unione dei Federalisti Europei. Spinelli stesso lanciò un'iniziativa simile nel 1980, il Club del coccodrillo.
L'iniziativa è stata promossa in particolare da Guy Verhofstadt e Daniel Cohn-Bendit, con il sostegno dell'Unione dei Federalisti Europei. Tra le personalità che vi hanno aderito vi sono Jacques Delors, Joschka Fischer, Mario Monti, Pat Cox, Ulrich Beck, Amartya Sen e Mercedes Bresso. Anche Tommaso Padoa-Schioppa aderì al Gruppo.

## Obiettivi
Tra gli obiettivi principali del Gruppo vi sono l'impegno per il rafforzamento dell'integrazione europea e il desiderio di difendere e rilanciare il ruolo delle istituzioni comunitarie. Secondo i suoi aderenti, il processo di integrazione europea non sta avanzando in maniera soddisfacente e stanno emergendo tendenze verso un rafforzamento del ruolo degli stati membri a scapito del ruolo della Commissione europea e del Parlamento europeo. 
Verhofstadt e Cohn-Bendit sono stati molto critici nei confronti dell'ex presidente della Commissione José Manuel Barroso, ritenuto troppo passivo rispetto ai governi nazionali.
Il Gruppo ha pubblicato un manifesto online.